# 哈爾基夫希納
50°48′20″N 34°42′27″E / 50.80556°N 34.70750°E
哈爾基夫希納（烏克蘭語：Харківщина）是位於烏克蘭東北部的村莊，由蘇梅州蘇梅區的薩德市鎮負責管轄。該村處於普肖爾河右岸，在什皮利夫卡附近，海拔高度170米，2001年人口65。